# Bahnhof Yashiro
Der Bahnhof Yashiro (jap. 屋代駅 Yashiro-eki) ist ein Bahnhof auf der japanischen Insel Honshū. Er wird von der Bahngesellschaft Shinano Tetsudō betrieben und befindet sich in der Präfektur Nagano auf dem Gebiet der Stadt Chikuma.

## Verbindungen
Yashiro ist ein Zwischenbahnhof und früherer Trennungsbahnhof an der Shinano-Linie der Bahngesellschaft Shinano Tetsudō, die Karuizawa mit Nagano verbindet. Hier zweigte bis 2012 die Yashiro-Linie der Nagano Dentetsu nach Suzaka ab. Auf der Shinano-Linie fahren Nahverkehrszüge ungefähr alle 40 bis 60 Minuten vom Bahnhof Karuizawa über Ueda und Shinonoi zum Bahnhof Nagano, wobei in einzelnen Fällen in Komoro ein Umsteigen erforderlich ist. Die Bushaltestelle auf dem Bahnhofsvorplatz wird von zwei Linien der Gesellschaft Nagaden Bus bedient.

## Anlage
Der Bahnhof steht im zentralen Stadtteil Ōjima, der von gemischten Wohn- und Geschäftsvierteln geprägt ist. Die ebenerdige Anlage ist von Süden nach Norden ausgerichtet und umfasst sechs Gleise, von denen drei dem Personenverkehr dienen. Diese liegen am Hausbahnsteig und an einem Mittelbahnsteig, die beide größtenteils überdacht sind. Letzterer ist über zwei gedeckte Fußgängerbrücken am Nord- und Südende mit dem Empfangsgebäude an der Westseite verbunden. Sie verfügen über Aufzüge und sind dadurch barrierefrei zugänglich. Effektiv für den Personenverkehr genutzt werden nur noch zwei Gleise; die Westseite des Mittelbahnsteigs (Gleis 2) ist abgesperrt. Das Empfangsgebäude enthält einen Laden und eine kleine Kunstgalerie.
An der Südostseite der Anlage befindet sich das dreigleisige Bahnbetriebswerk der Bahngesellschaft Nagano Dentetsu (Nagaden), die von ihrer Tochtergesellschaft Nagaden Technical Service betreut wird. Dort werden neben den Nagaden-Fahrzeugen auch jene der Shinano Tetsudō gewartet. Obwohl seit der Stilllegung der Nagaden Yashiro-Linie keine direkte Schienenverbindung zur Nagaden Nagano-Linie mehr besteht, ist es weiterhin in Betrieb. Nagaden-Fahrzeuge werden per Tieflader an- und ausgeliefert.
Im Fiskaljahr 2019 nutzten täglich durchschnittlich 2106 Fahrgäste den Bahnhof.

## Bilder

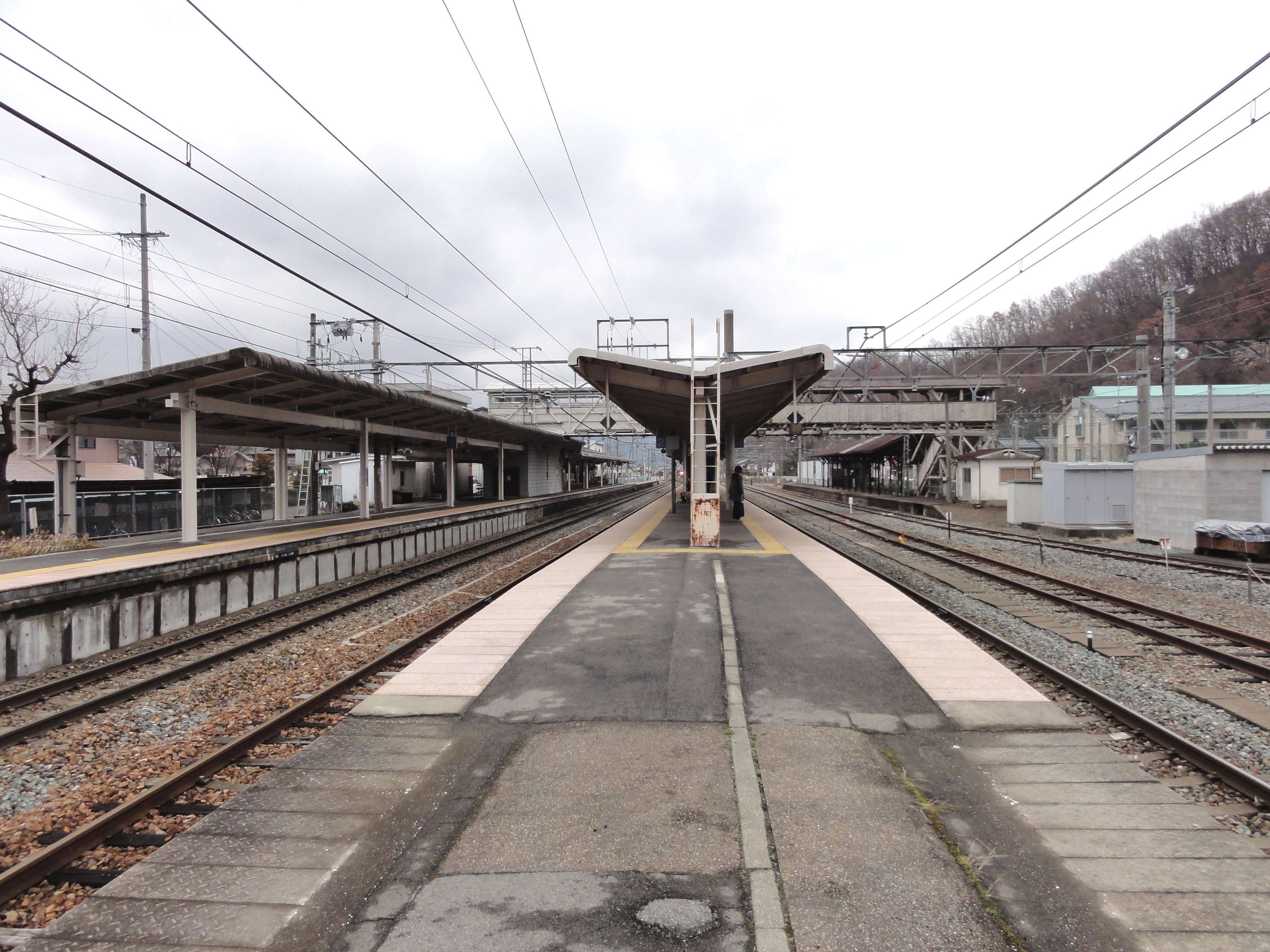
Ansicht der Bahnsteige
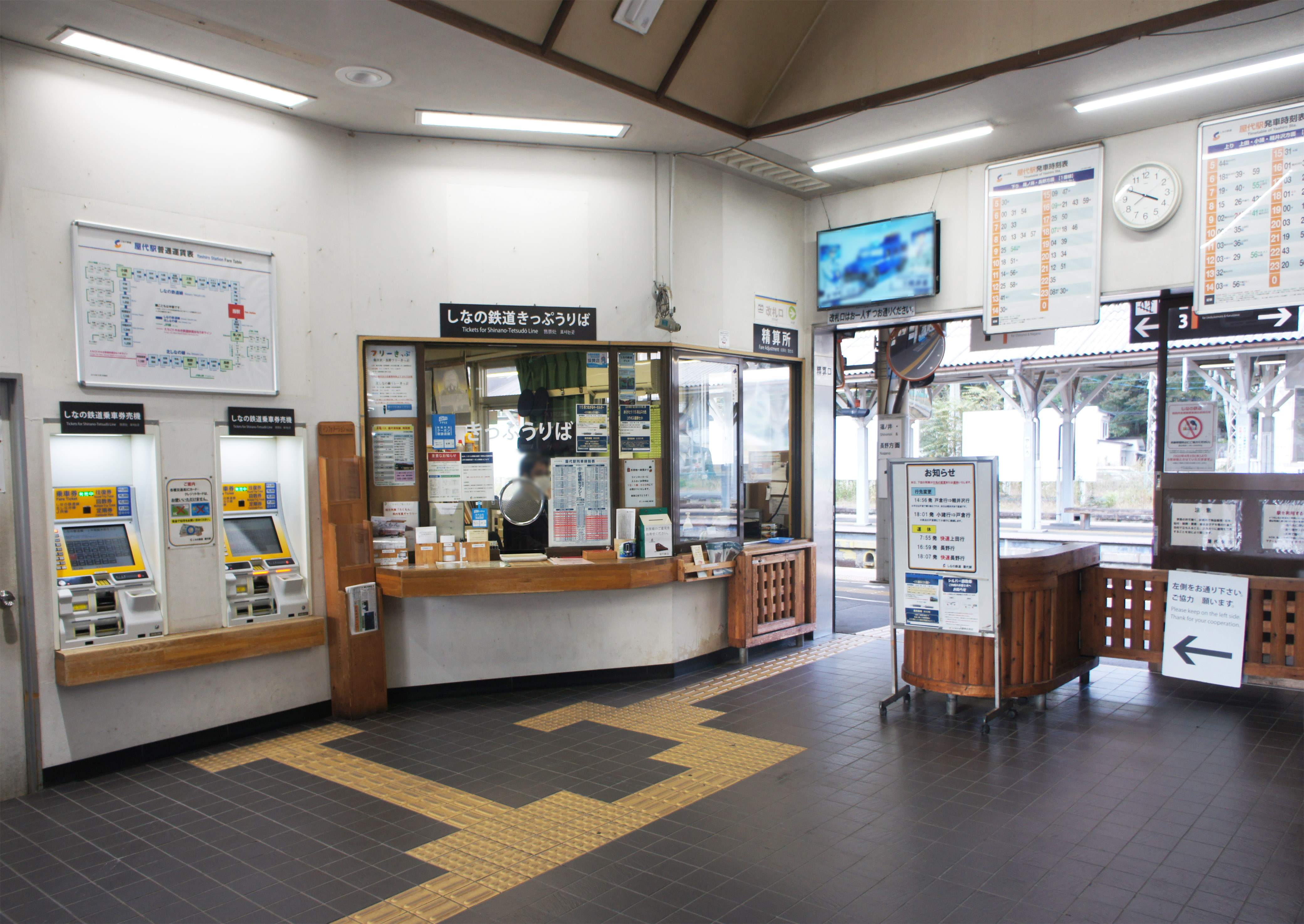
Verkaufsschalter
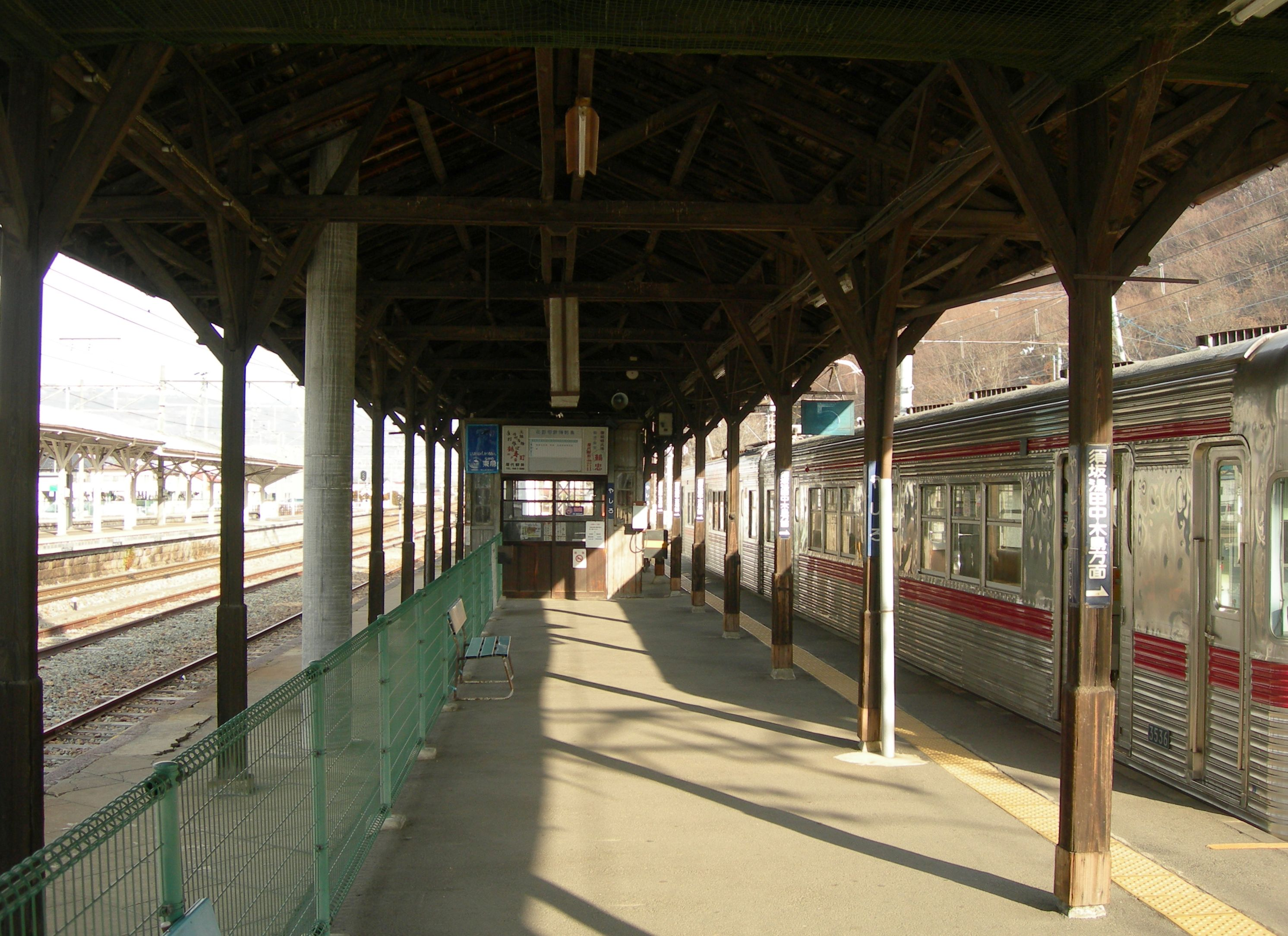
Früherer Bahnsteig der Yashiro-Linie (2011)
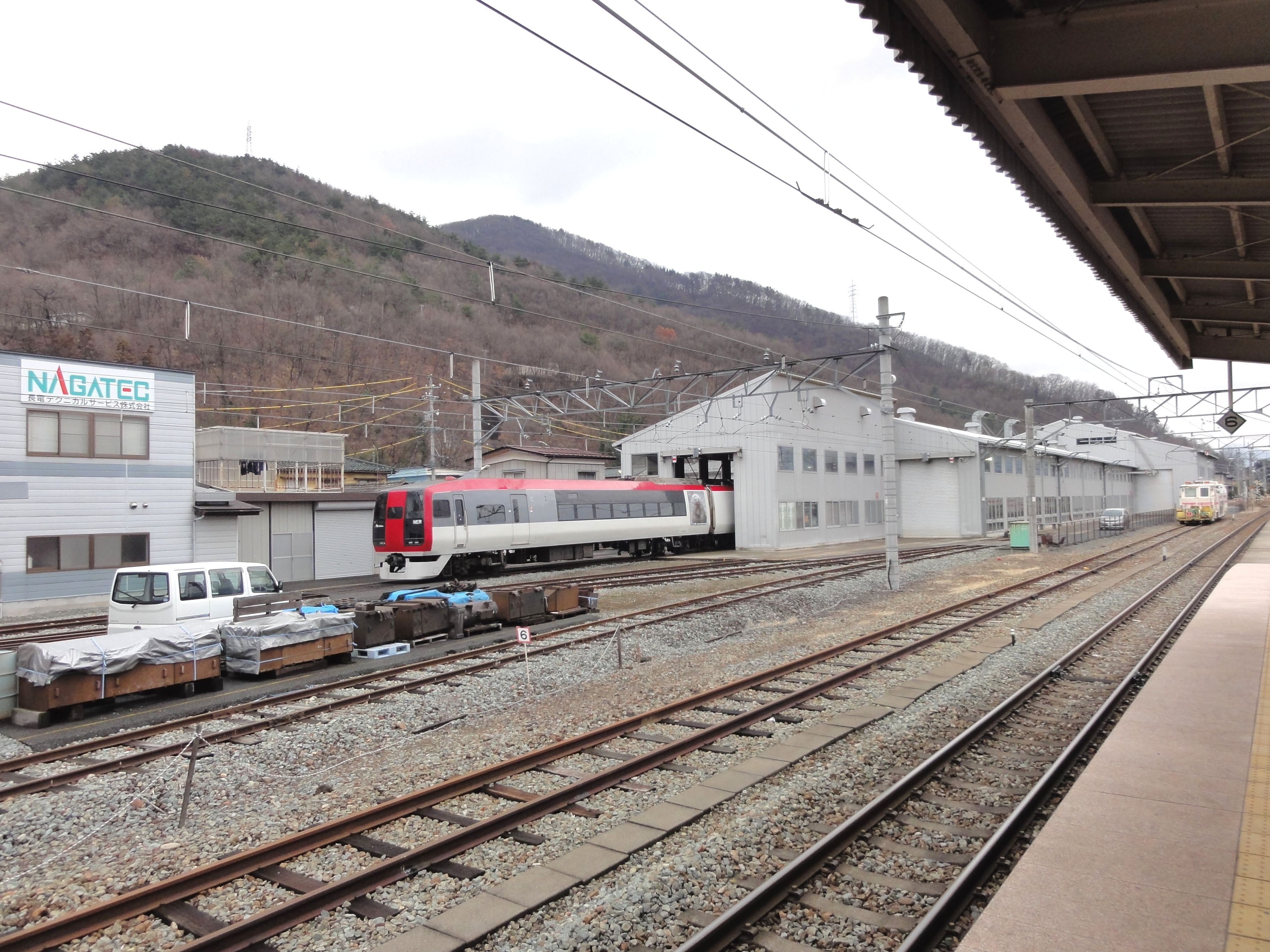
Bahnbetriebswerk der Nagaden
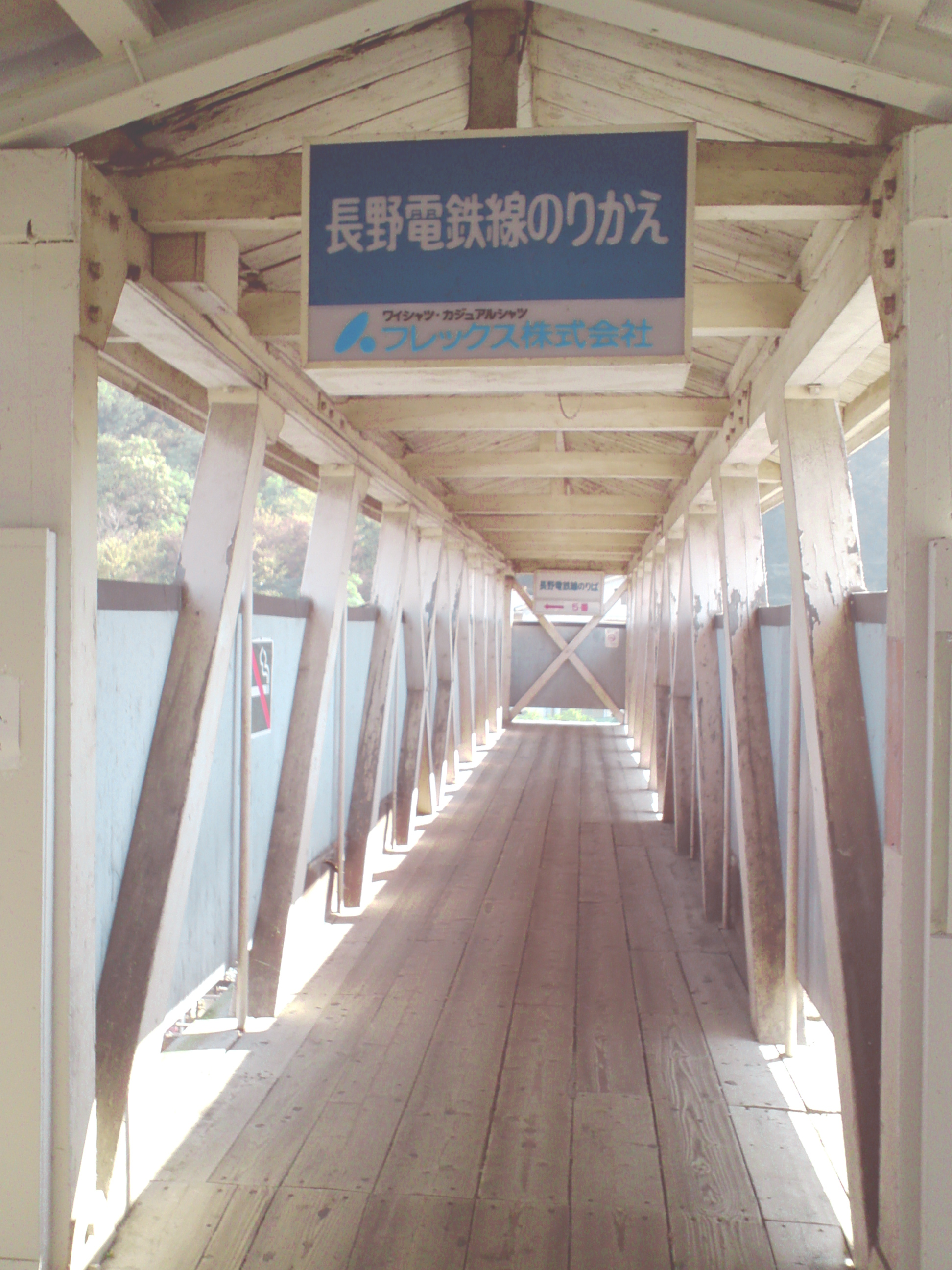
Eine Überführung, die einst genutzt wurde

## Gleise
| 1 | ▉ Shinano-Linie | Nagano           |
| 3 | ▉ Shinano-Linie | Ueda • Karuizawa |

## Linien
| Verlauf der Shinano-Linie |
| --- |
| Karuizawa • Naka-Karuizawa • Shinano-Oiwake • Miyota • Hirahara • Komoro • Shigeno • Tanaka • Ōya • Shinano-Kokubunji • Ueda • Nishi-Ueda • Tekuno-Sakaki • Sakaki • Togura • Chikuma • Yashiro • Yashiro-kōkō-mae • Shinonoi (• Nagano) |

## Geschichte
Die staatliche Eisenbahnbehörde eröffnete das von Nagano bis Ueda führende Teilstück der Shin’etsu-Hauptlinie am 15. August 1888. Allerdings war der Bahnhof Yashiro nicht rechtzeitig fertiggestellt worden und konnte erst mit einem Monat Verzögerung am 15. September in Betrieb genommen werden. Die Katō Tetsudō, eine Vorgängerin der Nagano Dentetsu, eröffnete am 10. Juni 1922 die Katō-Linie nach Suzaka (die spätere Nagaden Yashiro-Linie).
Aus Rationalisierungsgründen reduzierte die Japanische Staatsbahn den Einzelwagenverkehr am 15. November 1984 auf Sendungen von und zu den benachbarten Anschlussgleisen. Am 14. März 1985 stellte sie die Gepäckaufgabe ein. Während dieser Zeit wurde ein Umbau des Bahnhofs vorgenommen, der 27. März 1986 abgeschlossen war. am Im Rahmen der Staatsbahnprivatisierung ging der Bahnhof am 1. April 1987 in den Besitz der neuen Gesellschaft JR East über.
JR Freight reduzierte den Güterverkehr am 3. Dezember 1994 weiter; seither werden in Yashiro nur noch sporadisch Güter abgefertigt. Am 1. Oktober 1997 JR East die Shin’etsu-Hauptlinie an die Shinano Tetsudō ab. Nach neun Jahrzehnten Betrieb legte Nagaden die Yashiro-Linie nach Suzaka still und ersetzte sie durch eine Buslinie.